# Austin Powers (personaje)
Austin Danger Powers es un espía británico creado e interpretado por Mike Myers, es el protagonista de la trilogía de películas: Austin Powers: International Man of Mystery, Austin Powers: The Spy Who Shagged Me, Austin Powers in Goldmember.

## Biografía
Hijo del espía del MI6, Nigel Powers (Michael Caine), y hermano de Douggie Powers, Powers nació el 12 de noviembre de 1939. Heredó la pasión de espía de su padre, por lo que consiguió trabajar como espía del Ministerio de Defensa. Se casó en la película Austin Powers: International Man of Mystery con Vanessa Kensington.

## Características personales

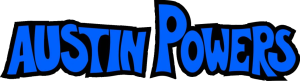
Logotipo de las películas de Austin Powers

Es el espía seductor de Inglaterra, ha tenido múltiples relaciones con mujeres, entre las que destacan Vanessa Kensington (†), Alotta Fagina, Felicity Shagwell y Foxxy Cleopatra.
Mantiene una apariencia totalmente de los 60, en el vestuario y vocabulario, manteniendo frases y palabras típicas como: psicodélico nena o nena (refiriéndose a las damas) así también pudo adaptarse a la época de los 70.

## Enemigos
- Dr. Evil (Dr. Maligno, Dr. Diego, Dr. Malito), (Mike Myers): Es el archienemigo de Austin. Planea dominar el mundo y extorsionar al gobierno estadounidense. Sus planes siempre son frustrados por Austin. Es, además, su hermano. Es una parodia del personaje de las películas de James Bond, el villano líder de la organización SPECTRA, Ernst Stavro Blofeld.

- Fat Bastard (Gordo cabron, Gordo colorado, vende humo, Marraneo Pérfido), (Mike Myers): Es un obeso escocés de mal gusto y sin modales que trabaja para el Dr. Evil. En la tercera entrega se convierte en luchador de sumo.

- Goldmember (Miembro de oro), (Mike Myers/John Travolta): Johann van der Smut (Johan Van Der Mugre) es un empleado de una fundición que sufrió un accidente en el que su miembro y sus genitales se volvieron de oro. Tenía un plan con el Dr. Evil para dominar el mundo y matar a los dos Powers (padre e hijo).

- Scott Evil (Scott Maligno o Scott Malito), (Seth Green): Es el hijo del Dr. Evil. Al principio de la película, odia a su padre y se comporta como un adolescente amante del grunge, pues había sido abandonado por él cuando Dr. Evil fue congelado criogénicamente; después, en la segunda película, intenta reconciliarse con su padre, quien prefiere a Mini-me pues es completamente igual que él; en la última película, definitivamente, Scott se vuelve maligno: regala a su padre unos tiburones con rayos láser sujetos a la cabeza y quita a Mini-me su sitio de "hijo maligno". Cuando el Dr. Evil se da cuenta de que Austin Powers es su hermano, Scott huye de todos porque su padre se ha vuelto "bueno" y a él le costó mucho ser maligno. Se disfraza de payaso maligno por las calles de su ciudad natal, Montilla. Al final de la trilogía se puede ver como Scott planea vengarse de Austin Powers en su base secreta detrás de las letras de Hollywood.

- Mini-Me (Miniyó), (Verne Troyer): Es un clon del Dr. Evil pero en pequeño, y no se lleva nada bien con Scott. Al comenzar la tercera película, el cariño que el Dr. Evil le tenía comienza a desvanecerse, por lo que decide unirse a la célula del ministerio de defensa como agente; después, sabiendo que Austin y él eran hermanos, se une a ellos. Tiene un gusto enfermizo por el chocolate que le lleva a casi atacar a Scott. En Austin Powers: Goldmember, cuando el Dr. Evil le pasa una caja de chocolate a Scott (en realidad, era para Mini-me) establece una gran amistad con Austin: al igual que a él, lo incomoda la verruga del agente de la célula de defensa del ministerio, pero al no poder hablar se estira una parte del labio superior y lo suelta rápidamente.

## Amoríos
- Alotta Fagina (Andorosa Fagina, Olora Vagina) (Fabiana Udenio): Fue una relación de una noche con la que reunió información en Austin Powers: International Man of Mystery.

- Vanessa Kensington (Elizabeth Hurley): Es la amante de Austin en la primera película, hasta tal punto que terminaron casándose. Murió, ya que reveló que era una Fembot y explotó intentando asesinar a Austin (aunque se la vio hablando con la Vanessa compañera de Austin en los 60, diciendo que era su madre).

- Felicity Shagwell (Felicity Follabién, Felicity Revuelcabién, Felicity Revueltas, Marife Lacion), (Heather Graham): Es la amante de Austin en la segunda película. No se casaron, sino que sólo convivieron un tiempo en el apartamento de Austin en 1999, y es posible que se separaran porque lo engañó con Austin de 10 Minutos en el Pasado.

- Foxxy Cleopatra (Exxu Verancia), (Beyoncé): Es el antiguo amor de Austin, con quien se vuelve a encontrar en Goldmember. Mantiene un look afro típico de las películas blaxploitation de los setenta. Su nombre se deriva de Foxy Brown (Pam Grier) y Cleopatra Jones (Tamara Dobson): la expresión al final de la película sugiere que posiblemente ambos se hayan comprometido.

- Agente M (Madonna): Se enamora de ella en el video musical de Beautiful stranger, compuesto y cantado por Madonna. En el video, Madonna es la agente M, as en el disfraz. Asesinó a los agentes 007 y 008 y es socia del Dr. Evil. Ese tema era el principal de la segunda película Austin Powers: The Spy Who Shagged Me.